# James Abdnor
Ellis James Abdnor (Kennebec (South Dakota), 13 februari 1923 – Sioux Falls (South Dakota), 16 mei 2012) was een Amerikaans politicus van de Republikeinse Partij. Hij was senator voor South Dakota van 1981 tot 1987. Eerder was hij directeur van de Small Business Administration van 1987 tot 1989, afgevaardigde voor het 2e district van South Dakota van 1973 tot 1981 en luitenant-gouverneur van South Dakota van 1969 tot 1971.
Abdnor overleed op 16 mei 2012 op 89-jarige leeftijd.
- CiNii: DA11876973
- Gemeinsame Normdatei: 17043740X
- International Standard Name Identifier: 0000 0000 3243 1324
- Library of Congress Control Number: n80164156
- SNAC: w6m070v8
- Biographical Directory of the United States Congress: A000009
- Virtual International Authority File: 6246917
- WorldCat: E39PBJtRK6dytvJ6W89Wm93qQq